# Tratamento espiritual

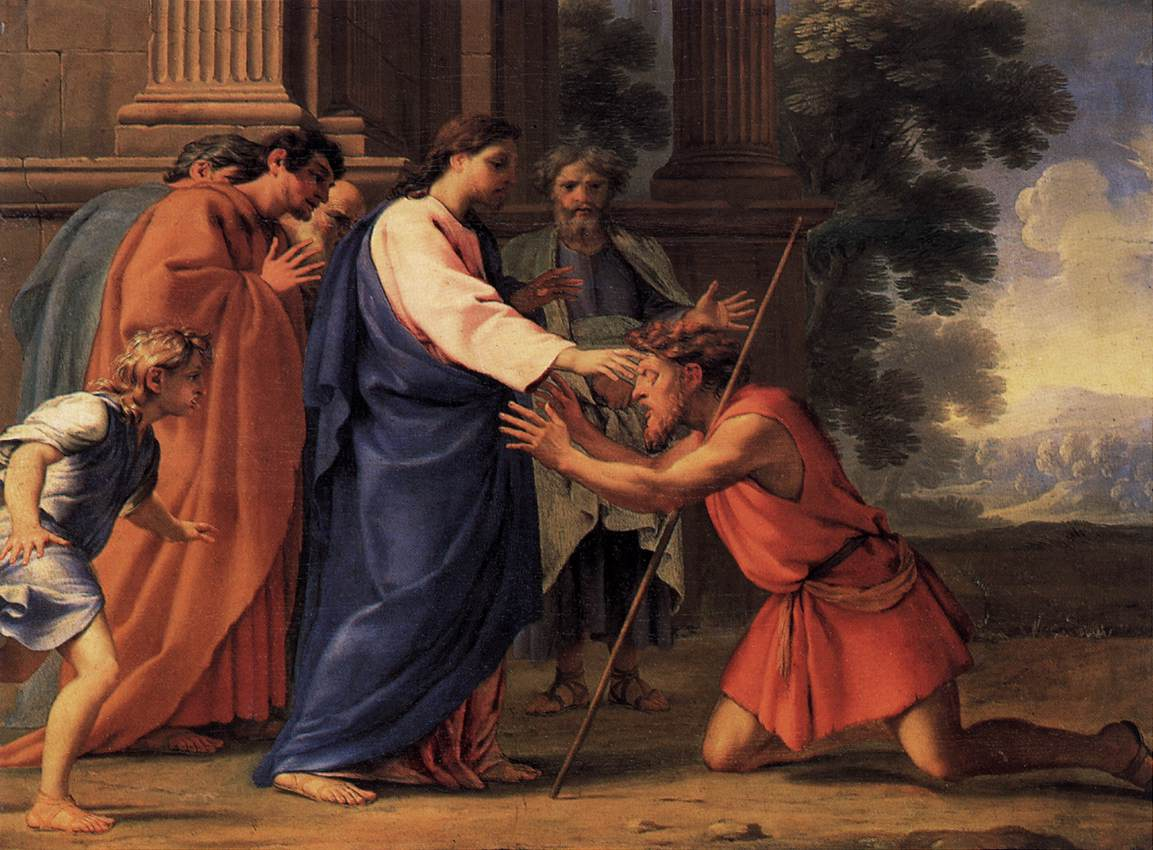
Jesus curando o cego perto de Jericó.

A expressão tratamento espiritual é utilizada para abranger um conjunto de ações terapêuticas, de fundamentação religiosa, praticados em centros espíritas, espiritualistas, de umbanda, ou afins, que têm como objetivo um auxílio no tratamento de doenças do corpo ou da mente.   Apesar de serem muito estudados por cientistas desde o final do século XVIII, a eficácia destes tratamentos ainda não pôde ser comprovada através do método científico. 
São denominados de espirituais pelo fato de, segundo afirmam aqueles que praticam estes tratamentos, serem realizados por espíritos desencarnados, com o auxílio de um médium. No Brasil ficaram famosas as cirurgias praticadas pelo médium Zé Arigó atribuídas a um suposto espírito denominado Dr. Fritz. Um dos mais famosos "médiuns de cura" da história recente é João Teixeira de Faria (mais conhecido como "João de Deus").

## Associação Médico-Espírita Internacional
De acordo com a presidente da AME-INTERNATIONAL - a médica Marlene Nobre -, "Cada um de nós está sujeito à influência de fatores biológicos, sociais, ecológicos, psicológicos, gerenciados pela alma imortal e é esta que promove a cura" e por isso "temos de nos valer de todo o arsenal terapêutico de que dispomos, dentro dos que são propostos pela medicina tradicional, quanto os recursos gratuitos que nos são oferecidos pela terapia complementar espírita, que a tradicional ainda não utiliza".

## Origem das doenças
Alterações no chamado "corpo espiritual" (perispírito) são capazes de afetar a ordem molecular no corpo físico.
O Espiritismo diz também que essas 'alterações'  podem  enfraquecer ou fortalecer o organismo, determinando estados de doença ou de saúde. Segundo o neurologista e espírita brasileiro Nubor Orlando Facure, "toda doença, de qualquer natureza, tem sempre uma motivação espiritual". Sendo o corpo material e o espiritual oriundos da mesma fonte - o chamado "fluido cósmico universal" (Allan Kardec. Revista Espírita, 1866.), intervenções na esfera do perispírito podem resultar em danos ou benefícios à saúde do corpo material.

## Mediunidade de cura
Allan Kardec trata do assunto em algumas páginas da Codificação Espírita, por exemplo na 2.ª parte - cap. XVI do Livro dos Médiuns, em que registra: "Médiuns curadores - Os que têm o poder de curar ou de aliviar os males pela imposição das mãos ou pela prece. Freqüentemente não é mais do que a exaltação da potência magnética, fortalecida em caso de necessidade pelo concurso dos Espíritos bons" e no cap. XIV de A Gênese: "A cura se opera mediante a substituição de uma molécula malsã por uma molécula sã. O poder curativo está, pois, na razão direta da pureza da substância inoculada, mas depende também da energia da vontade, que, quanto maior for, mais abundante emissão fluídica provocará e tanto maior força de penetração dará ao fluido. Depende ainda das intenções daquele que deseje realizar a cura, seja homem ou espírito".

## Médicos espirituais

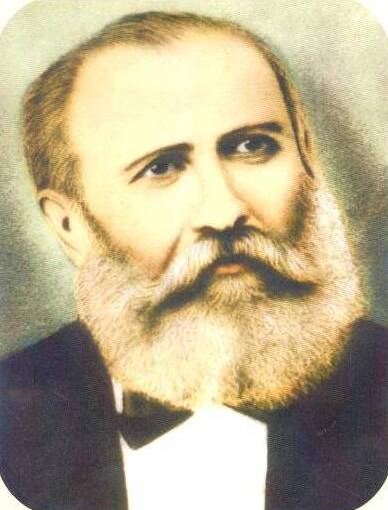
Dr. Bezerra de Menezes.

Os espíritos, após o desencarne, tendem a se ocupar das mesmas atividades a que se dedicavam em vida, não que seja uma regra. Como exemplo, apresenta o caso do Dr. Antoine Demeure, médico que conhecera, e que, após a morte, continuara a cuidar de doentes (Alan Kardec. Revista Espírita, março e abril de 1865.). No Brasil, é emblemático o exemplo do Dr. Bezerra de Menezes, que foi membro Academia Imperial de Medicina.
Fora da Doutrina Espírita, mas também de acordo com a mesma ideia, um dos casos mais famosos de atuação de um médico espiritual é o do Dr. Fritz, a partir da década de 1950.
A literatura espírita refere ainda que os chamados "médicos espirituais" utilizam-se de uma ampla variedade de recursos, que vão desde aparelhos e instrumentos até fluidos e medicações. Nesse particular, a Doutrina Espírita compreende que o pensamento e a vontade possuem a capacidade de modelagem e aplicação desses itens no chamado "mundo espiritual". Complementarmente, podem recorrer a métodos terapêuticos convencionais, como intervenções cirúrgicas de pequeno porte, a dietética, a medicação alopática e a homeopatia. Ressalte-se que as práticas cirúrgicas encontram na atualidade grandes restrições, principalmente entre os médicos espíritas, pela natureza de sua própria formação.

## Sobre a eficácia do tratamento espiritual
Afirmam a doutrina espírita e outras crenças espiritualistas que o sucesso de um tratamento espiritual depende das seguintes condições serem atendidas simultaneamente:
- o paciente e quem o acompanha necessitam ter fé no tratamento, pois, se eles não acreditarem, as suas mentes trabalharão contra o mesmo, bloqueando qualquer benefício possível;
- a doença não deve ser mais necessária para o fim a que se destinava;
- o médium precisa estar equilibrado emocionalmente e se dedicar ao seu trabalho com amor, o que seria necessário para que ele obtivesse o auxílio de bons espíritos.

Podem ocorrer casos, de a fé do paciente não ser necessária se as duas outras condições forem atendidas. Isso ocorreria quando o paciente não tivesse fé no tratamento mas tampouco duvidasse dele. Assim, a mente dele não trabalharia a favor, mas tampouco trabalharia contra.

## Tipos de tratamento

### Aplicação de passes
O passe corresponde a uma transmissão de fluidos magnéticos[carece de fontes?] e/ou espirituais de um indivíduo para outro, podendo, uns e outros, estar encarnados ou não.
Nos centros espíritas e em outras instituições espiritualistas há, durante as sessões públicas, um momento reservado para a aplicação de passes. Acreditam os espíritas que, nessa atividade, o médium age, como diz o nome, como intemediário entre os espíritos e os beneficiados, sendo eles, os espíritos, os emissores dos fluidos benéficos. Para que as energias benéficas fluam livremente, é necessário que o médium faça o seu trabalho em estado de prece.
O passe é feito sempre com o médium utilizando as suas mãos, que podem ser impostas de forma estática sobre o beneficiado ou movimentadas a redor de seu corpo, sempre, no entanto, sem se dar o toque físico entre os dois. Em outras casas espiritualistas, por outro lado, o passe pode incluir toques físicos da mão do médium sobre o beneficiado e sopros daquele sobre partes do corpo deste.

### Fluidoterapia (água fluidificada)
A chamada "água fluidificada" é utilizada nos centros espíritas e em diversos centros de outras tradições espiritualistas. Acreditam os seguidores de tais crenças que a água pode servir como uma espécie de depósito de fluidos espirituais benéficos que são nela mantidos durante um bom período.
Em alguns centros, os freqüentadores são orientados a trazer de casa garrafas com água e deixarem-nas em determinado local do centro para que ali receba, durante a sessão, os fluidos benéficos transmitidos pelos espíritos, podendo eles levá-las de volta para casa ao final daquela e beber da água em pequenas doses, obtendo, assim, o benefício contido na água fluidificada. Em outros centros, a água fluidificada é servida em copinhos aos freqüentadores, que a ingerem no próprio local.
Masaru Emoto na obra "Os Milagres da Água", procura demonstrar as propriedades curativas da água com base em pesquisa que afirma ter feito. Trechos dessa pesquisa podem ser lidos em diversos sites da Internet. Outros pesquisadores espíritas, entretanto, questionam uma das conclusões do pesquisador, qual seja, a de que, se deixarmos determinados nomes escritos junto à água, isto pode ter efeito sobre ela. Argumentam os pesquisadores que nomes, por si só, não carregam emoção, podendo um mesmo nome pertencer a um homem violento ou a um pacífico. Outro questionamento, feito por um cientista quanto ao trabalho de Masaru Emoto, é que este não teria seguido as diretrizes básicas para ser visto como um trabalho científico, como a de não ter sido publicado em revista científica especializada, mostrando os métodos empregados de forma a que o mesmo pudesse ser reproduzido por outros cientistas em qualquer parte do mundo, de modo a comprovar as conclusões alegadas.

### Receituário homeopático
A tradição de receituário homeopático em centros espíritas remonta aos primórdios do movimento, não sendo, porém, muitos aqueles onde isso ocorre hoje em dia. Neste tipo de tratamento, há um médium que escreve as receitas após ouvir os problemas dos pacientes que procuram o tratamento. Esse médium pode ser um médico homeopático, mas há relatos de casos em que não o é. 
Os medicamentos são informados alegadamente por espíritos médicos, caso em que o médium faria apenas o que o nome diz, isto é, servir de meio pelo qual a receita seria passada para o papel.
Conforme o entendimento da doutrina espírita, é importante que o médium seja médico homeopata ou o tenha sido em existência anterior[carece de fontes?], de modo a facilitar a alegada utlização pelo espírito receitista dos seus registros mentais sobre o nome dos remédios e a dosagem de cada um, conforme apropriado para cada caso. Além disso, prefere-se a presença de um médico pois a legislação de determinados países não reconhece o médium que alega ter recebido um espírito receitista como um médico, caso em que o diagnóstico seguido de prescrição é qualificado como "exercício ilegal da medicina, arte dentária ou farmacêutica", como definido, por exemplo, segundo o artigo 282 do Código Penal brasileiro.

### Tratamento à distância
O chamado "tratamento à distância" é praticado em muitos centros espíritas e espiritualistas. Destina-se a atender a pessoas que, por motivo da doença que têm, ou por morarem muito longe, não podem comparecer ao centro pessoalmente. Atualmente é também conhecido o tratamento virtual, onde muitos médiuns praticam esse tratamento via internet.
Nessa forma de tratamento, segundo afirmam as obras espíritas que tratam do tema, um médium leria os dados do paciente que seriam por ele mentalmente passados a espíritos que, então, visitariam o doente com vistas a tratar de sua saúde. [carece de fontes?]

### Antigoécia
A antigoécia é uma modalidade de tratamento espiritual praticado em pouquíssimos centros espíritas e espiritualistas.
O termo "goécia" refere-se a um trabalho da chamada "magia negra", isto é, aquela cujo objetivo seria o de prejudicar alguém com o alegado auxílio de espíritos orientados para o mal. Logo, a "anti-goécia" é um tratamento destinado a desfazer um trabalho de goécia que teria sido feito contra alguém.
Entre os seguidores da doutrina espírita, muitos são aqueles que compreendem que a magia negra não terá efeito contra eles. [carece de fontes?] No entanto, o próprio codificador, Allan Kardec, aborda o assunto na questão 549 de O Livro dos Espíritos sob o título de "Pactos" "549 - Há alguma coisa de verdadeira nos pactos com os maus Espiritos?" -  "Não, não há pactos, mas uma natureza má simpatizando com maus Espiritos. Por exemplo: queres atormentar teu vizinho, e não sabes como fazê-lo; então chamai para ti os Espiritos inferiores que, como tu, não querem senão o mal, e para te ajudarem querem que tu lhes sirvas nos seus maus propósitos. Mas não se segue daí que teu vizinho não possa se livrar deles por uma conjuração contrária e pela sua vontade. Aquele que quer cometer uma ação má, chama, só por isso, maus Espíritos para ajudá-lo. Está, então, obrigado a serví-los, como o fazem para si por que eles também tem necessidade dele para o mal que queiram fazer. É somente nisto que consiste o "pacto".".

### Apometria
A Apometria é uma técnica de tratamento espiritual criada pelo farmacêutico e bioquímico porto-riquenho Luis Rodrigues, quando jovem e residente no Rio de Janeiro. Afirmava ele ter descoberto que, através de uma contagem progressiva, se podia obter o desdobramento anímico das pessoas e levá-las a hospitais do mundo espiritual onde suas enfermidades seriam diagnosticadas e onde elas seriam tratadas. [carece de fontes?]
Luiz Rodrigues denominou o tratamento de hipnometria, termo que, para evitar confusão com outras formas de tratamento que usam de hipnotismo, segundo relata o cirurgião geral e ginecologista José Lacerda de Azevedo, foi rebatizado por este de Apometria. O termo Apometria deriva do grego "apo" = separar e "metron" = medir, tendo-se consagrado como designativo do tratamento espiritual por meio do desdobramento provocado por uma seqüência de pulsos ou comandos energéticos mentais.
Como forma de tratamento espiritual, a Apometria é rejeitada por alguns espíritas que argumentam que as técnicas empregadas nada possuem que seja baseado na Codificação Espírita. A despeito disso, é um tipo de tratamento espiritual praticado em diversos centros espíritas e espiritualistas dos vários cantos do Brasil.

### Cirurgia espiritual

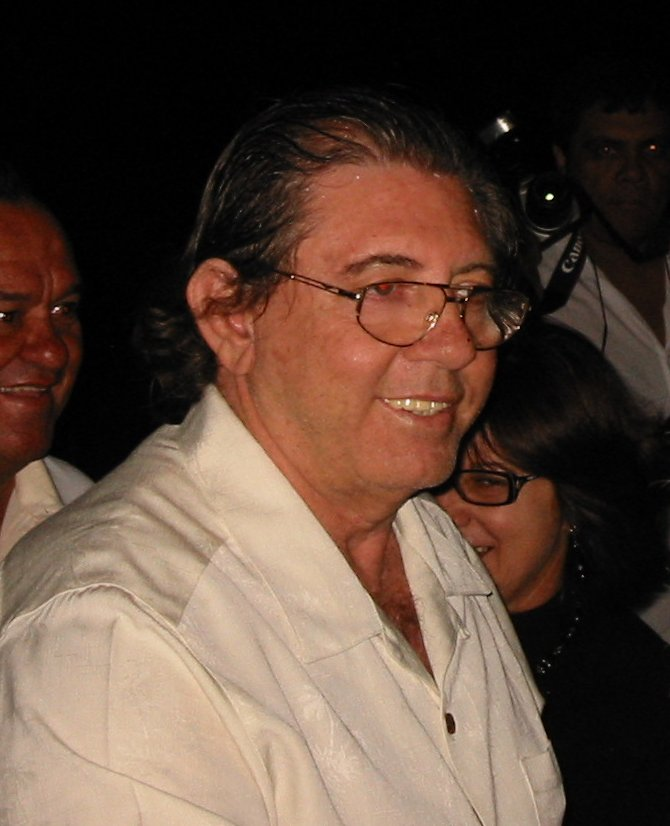
Médium João de Deus.

Atualmente, o termo "cirurgia espiritual" é associado a uma prática onde uma suposta entidade espiritual, com ou sem a incorporação num médium hospedeiro, e sem cortes, executam cirurgias buscando a reabilitação do enfermo. É famoso mundialmente o caso do médium João Teixeira de Faria (o "João de Deus"), multidões de pessoas o procuram para receberem "cirurgias espirituais" na Casa de Dom Inácio de Loyola. Para muitos (inclusive médicos e cientistas) ele é um exemplo atual de médium que consegue curar ou ajudar em processos de cura por meio da "cirurgia espiritual".
Apesar de existirem relatos de sucesso na cura por "cirurgia espiritual" em grande número de casos, gerando bastante confronto com os conhecimentos atuais da ciência, até o momento a eficácia desses tratamentos não foi provada através do método científico, o que leva muitos céticos a explicarem tais curas por outros mecanismos, como o efeito placebo. Por outro lado, a única prova científica da eficácia do placebo são resultados estatísticos. 
A cirurgia espiritual, ainda segundo a Doutrina Espírita, nada mais seria do que um tipo específico de passe que é aplicado para o restabelecimento energético de um determinado órgão interno de um indivíduo, sem qualquer intervenção física. Estas cirurgias aconteceriam muitas vezes sem o indivíduo se dar conta, principalmente enquanto dorme.
Como tratamento espiritual, a chamada "cirurgia espiritual" com intervenção de médiuns é praticada em pouquíssimos centros espíritas e espiritualistas. Os centros onde ocorre, entretanto, são procuradíssimos, geralmente por pessoas que se consideram desenganadas pela medicina tradicional.
Como ocorre com tudo mais que envolve tratamentos espirituais, a seriedade de um centro onde se pratica "cirurgia espiritual" costuma ser avaliada pelos espíritas a partir de dois critérios básicos: as cirurgias não devem ser cobradas aos doentes e o centro onde elas ocorrem deve insistir para que os doentes não abandonem de forma alguma o tratamento médico convencional que vem fazendo ou que procurem atendimento médico caso não o tenham ainda feito.
Porém, o Conselho Federal de Medicina e a comunidade científica de modo geral, alertam que esse tipo de cirurgia não deve ser feita em substituição da medicina tradicional, principalmente em casos graves. Se alguém tentar convencer um paciente de que essa substituição é conveniente, no Brasil este pode ser enquadrado na lei por charlatanismo, principalmente se a "cirurgia espiritual" for cobrada ou causar algum dano no paciente por negligência de socorro, podendo pagar multas e ser condenado a até 1 ano de prisão.
Apesar de a Doutrina Espírita não negar a eficácia das cirurgias espirituais, não são consideradas verdadeiras as práticas que cobram algum valor material ou qualquer tipo de favor em troca das cirurgias, pelo espiritismo, uma vez que isso iria de encontro com o pressuposto básico do espiritismo, que é a caridade.

## A ciência médica
Muitos profissionais de saúde considerarem que o Tratamento Espiritual possui eficácia autêntica; enquanto muitos outros não consideram, atribuindo quaisquer bons resultados observáveis nos pacientes a outras causas, como o tratamento médico convencional, o efeito placebo e à remissão espontânea. A Medicina (ciência médica), em geral, se mantém alinhada com o método científico e o Tratamento Espiritual até o momento não foi provado por meio de tal método, porém há muitas escolas médicas ao redor do mundo (principalmente nos EUA) oferecendo cursos que alegam unir medicina a conceitos espirituais. Segundo a Associação Médica Americana (AMA - American Medical Association), em 1992, 2% de todas as escolas médicas dos EUA ofereciam cursos relacionados à espiritualidade. Em 2004 esse número cresceu para 67%, o que significa que dos 150 cursos de medicina lá existentes, 100 deles incluíam no currículo algum conteúdo relacionado à medicina e espiritualidade. É de se notar o crescente número de médicos interessados em estudar a validade dos tratamentos espirituais como apoio aos procedimentos médicos, como mostra também, por exemplo, a realização, nos dias 30 de junho e 1 de julho de 2007, do 1st British Congress on Medicine and Spirituality (Primeiro Congresso Britânico sobre Medicina e Espiritualidade). No movimento espírita, muitos deles se agregam em associações chamadas AME (Associação Médico-Espírita), havendo inclusive a Associação Médico-Espírita Internacional. E também há muitas pesquisas científicas cujas conclusões alegam ser real a eficácia de tratamento espirituais, como por exemplo a realizada por Frederico Leão e Francisco Lotufo, Médicos-psiquiatra da Faculdade de Medicina da Universidade de São Paulo, que constataram uma melhora dos aspectos clínicos e comportamentais de "40 pacientes portadores de deficiências mental e múltiplas" ao submetê-los a um tratamento espiritual realizado através de reuniões mediúnicas. Como resultado do estudo, os autores sugerem a "aplicação do modelo de prática das comunicações mediúnicas como terapias complementares". Mas como foi dito anteriormente, até o momento a eficácia dos tratamentos espirituais não foi provada através do método científico, portanto não está provada pela ciência em sua definição estrita.
Outra pesquisa nacional visando investigar a eficácia de tratamentos espirituais, concluiu: "As cirurgias são reais, mas, apesar de não ter sido possível avaliar a eficácia do procedimento, aparentemente não teriam efeito específico na cura dos pacientes. Sem dúvida, nossos achados são mais exploratórios que conclusivos. São necessários posteriores estudos para lançar luz sobre esse heterodoxo tratamento.".
Verifica-se que o fato de serem, as três condições  preconizadas na seção "Sobre a Eficácia do Tratamento", necessárias e suficientes ao sucesso de um tratamento espiritual, implicaria na dificuldade de comprovar a eficácia de tais tratamentos pelo método científico experimental. Desta forma, num experimento assim dirigido, a constatação prática de que o tratamento espiritual é inócuo pode ser justificado pela falta de fé do paciente no próprio tratamento, pela suposta "necessidade" espiritual da doença para a evolução do espírito do paciente ou, ainda, pela interferência do meio gerando desequilíbrio emocional no médium.
Como nenhuma das justificativas para a falência do tratamento espiritual são comprováveis, assim como não haveria comprovação de que os três fatores necessários e suficientes estariam presentes nos resultados positivos, a eficácia do tratamento espiritual só poderia ser pesquisada cientificamente com um espaço amostral grande em quantidade de casos e espaço de tempo, onde a comparação entre os grupos (tratado x não tratado) seria feita esperando-se que a incidência de pessoas que satisfariam todas as condições fosse a mesma em ambos. Não se tem notícia de que tal abordagem tenha sido feita até hoje (janeiro de 2007), o que se justifica pela grande dificuldade da empreitada.

### Geral
- BRAGDON, Emma. Spiritism and Mental Health: Practices from Spiritist Centers and Spiritist Psychiatric Hospitals in Brazil. Londres: Singing Dragon Publishers, 2011.
- MENEZES, Adolfo Bezerra de. A Loucura sob Novo Prisma. RJ: FEB, 1920.
- NUÑEZ, Sandra. A Pátria dos Curadoresː Uma História da Medicina e da Cura Espiritual no Brasil. São Pauloː Pensamento, 2013. 216p.

### Aplicação de Passes
- MELO, Jacob. O Passe: Seu Estudo, Suas Técnicas, Sua Prática. 8 ed. Rio de Janeiro: FEB, 1996.
- MELO, Jacob. Cure-se e Cure pelo Passe. Vida e Saber, 19??.
- Projeto Manoel Philomeno de Miranda. Passes: Aprendendo com os Espíritos. LEAL.
- Projeto Manoel Philomeno de Miranda. Terapia pelos Passes. LEAL.

### Apometria
- AZEVEDO, José Lacerda. Energia e Espírito: Teoria e Prática da Apometria.
- AZEVEDO, José Lacerda. Espírito e Matéria: Novos Horizontes da Medicina.

### Antigoécia
- ROCHA LIMA, Luiz da. A Luta Contra a Bruxaria.